# Sumitomo Rubber Industries

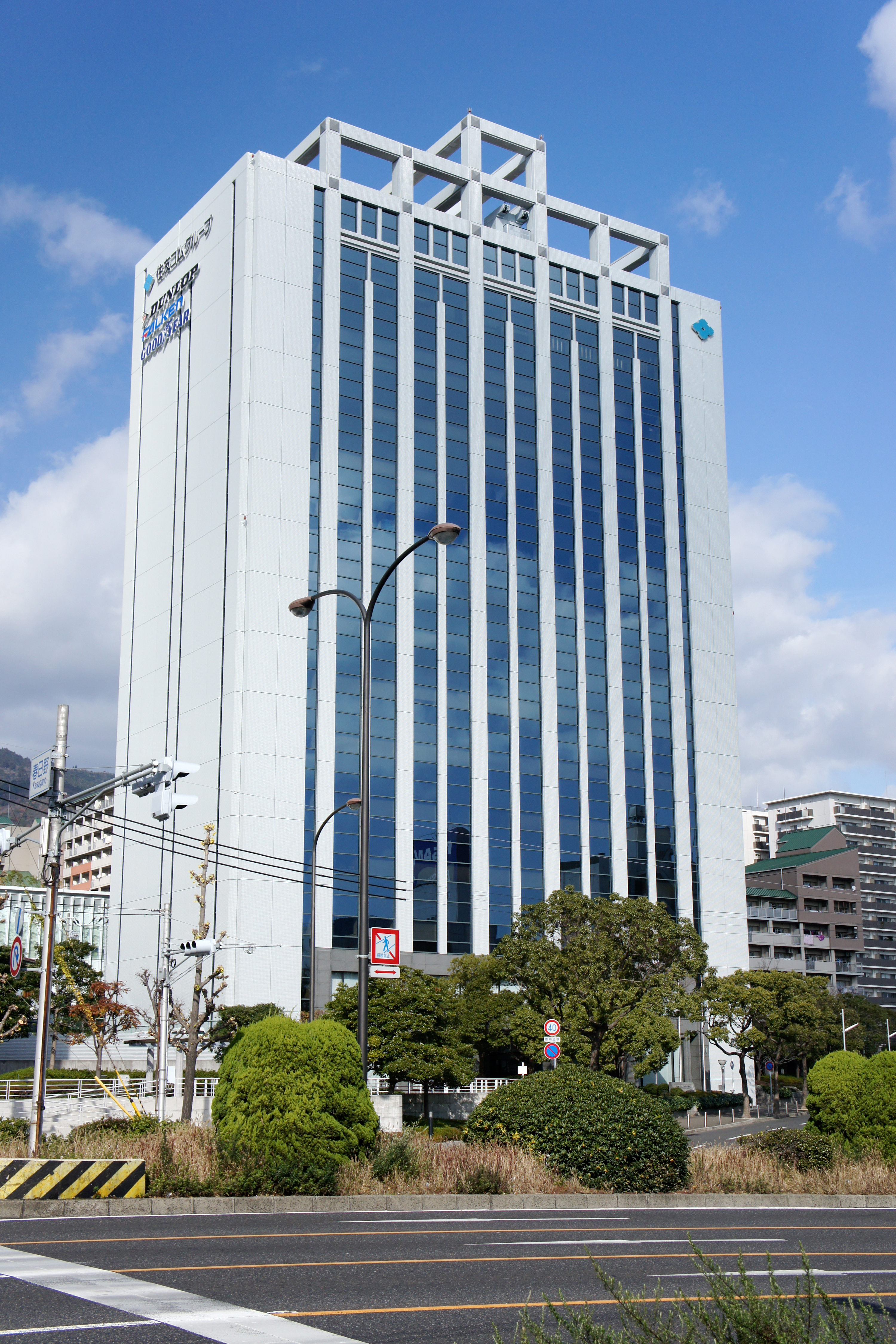
Головний офіс в місті Кобе, Японія.

Sumitomo Rubber Industries (яп. 住友ゴム工業株式会社) — японський виробник шин. Входить до кейрецу Sumitomo Group.

## Історія
В 1909 році Sumitomo увійшла в капітал Dunlop Japan, японський філіал британської компанії Dunlop Tyres. Протягом наступних років Sumitomo і Dunlop в Японії працювали у тісній співпраці. В 1963 Sumitomo купує частку Dunlop в капіталі компанії і перейменовує її в Sumitomo Rubber Industries Ltd.
В 1985 Sumitomo купує компанію Dunlop і права на марку. Право використовувати марку Dunlop не поширювалося тільки на Сполучені Штати Америки і Австралію. Роком пізніше були викуплені права і на використанні марки в США.
В 1997 Sumitomo створює спільне підприємство з Goodyear Tire and Rubber Company. У рамках співпраці двох компаній, компанія Goodyear також набуває 75 % у Dunlop.

## Компанія сьогодні
В даний час, крім основного продукту, автомобільних шин, компанія виробляє безліч інших видів продукції, як, наприклад, м'ячі для гольфу і тенісні кульки.
Капітал компанії перевищує 42 мільярдів єн.

## SRI Sports Limited
SRI Sports Limited — дочірнє підприємство компанії, що спеціалізується на виробництві аксесуарів для гольфу і тенісу, а також володіє гольф-клубами.